# باشگاه فوتبال ویکینگور
باشگاه فوتبال ویکینگور (انگلیسی: Knattspyrnufélagið Víkingur) یک باشگاه ورزشی ایسلندی است که در محله Fossvogur در ریکیاویک واقع شده‌است. این باشگاه، یکی از قدیمی‌ترین باشگاه‌های ورزشی در ایسلند است که در ۲۱ آوریل ۱۹۰۸ تأسیس شد.